# God Save the Rave
God Save the Rave è il ventesimo album in studio del gruppo musicale tedesco Scooter, il 16 aprile 2021 attraverso Sheffield Tunes e Kontor Records. È il primo album degli Scooter a non essere pubblicato dopo il consueto intervallo di uno o due anni, essendo stato rilasciato quasi quattro anni dopo Scooter Forever del 2017. È anche il primo e unico album in studio con Sebastian Schilde, che ha sostituito Phil Speiser nel 2019 e poi ha lasciato la band nel dicembre 2022. Inoltre, è l'ultimo album in studio con Michael Simon, che ha lasciato la band anch'egli nel dicembre 2022 dopo essere stato con la band dal 2006.

## Antefatti
Nell'aprile 2019, gli Scooter hanno ufficialmente annunciato il loro nuovo membro, Sebastian Schilde, che avrebbe sostituito Phil Speiser, il quale era stato con il gruppo dal 2014. Il loro ventesimo album doveva essere pubblicato nell'inverno del 2020. Si sarebbe intitolato God Save the Rave e avrebbe incluso 15 tracce. Il tour dell'album, "The God Save the Rave tour," doveva inizialmente svolgersi nell'estate del 2020, ma è stato rinviato a causa della pandemia di COVID-19.  Nel dicembre 2020, la data di uscita dell'album è stata posticipata al 16 aprile 2021 a causa del rinnovato lockdown.
All'inizio di febbraio,  vennero rivelati i contenuti extra della Deluxe Box, che non soddisfecero completamente i fan, poiché molti degli articoli potevano già essere acquistati nel negozio online. Inoltre, si scoprì che il secondo CD sarebbe stato un album live intitolato "I Want You To Stream", il che suscitò ulteriore insoddisfazione tra i fan.
La settimana dell'uscita dell'album, venne annunciato che il brano "Groundhog Day" avrebbe anticipato il disco, con la première del videoclip prevista per il giorno dell'uscita dell'album. Durante la stessa settimana, la band aderì a una  iniziativa popolare lanciando all'asta degli NFT.

## Brani
Più della metà dei brani dell'album erano già stati rilasciati come singoli, quindi non rappresentavano una novità. "Futurum Est Nostrum" è un'intro basata su canti gregoriani. Molti brani, come la title track "God Save the Rave", "We Love Hardcore", "Which Light Switch Is Which", la versione album di "Rave Teacher" e "Devil's Symphony", seguono una struttura simile: iniziano con il tema vocale principale, seguito dalla melodia e dal testo di H.P. Baxxter, per poi concludersi con ritmi hardstyle.
"Never Stop The Show" ha una base hardstyle ma una struttura diversa, con un'introduzione al pianoforte e una lunga parte finale più tranquilla. È l'unico brano dell'album in cui la voce femminile non è stata alterata in alcun modo. "Paul Is Dead" e "Groundhog Day" si distinguono per il loro ritmo veloce. In "Bassdrum", il collaboratore Finch Asozial canta in tedesco, rendendo questo il secondo singolo (anche se solo parzialmente) in tedesco degli Scooter dopo "Lass Uns Tanzen". Il brano ha una base minimalista.
In "Hang The DJ" e "These Days" sono presenti elementi psytrance già ascoltati in precedenti album degli Scooter; il primo brano include anche una cornamusa. "Анастасия" e "Lugosi" (presente solo nel vinile) sono brani techno più lenti con una semplice melodia nella parte centrale. "Wan'drin' Star" è una traccia di chiusura insolita per l'album, una cover di Lee Marvin eseguita interamente da H.P. Baxxter con accompagnamento di chitarra acustica.
I testi di "FCK 2020" e "Groundhog Day" riflettono il periodo di fermo mondiale causato dalla pandemia di coronavirus.

## Tracce

### CD 1:God Save the Rave
1. Futurum Est Nostrum – 1:48
2. God Save the Rave (with Harris & Ford) – 3:12
3. Never Stop the Show – 3:51
4. We Love Hardcore (with Dimitri Vegas & Like Mike) – 3:15
5. Paul Is Dead (with Timmy Trumpet) – 2:55
6. Bassdrum (with Finch Asozial) – 2:55
7. Which Light Switch Is Which? – 3:22
8. FCK 2020 – 3:29
9. Groundhog Day – 2:53
10. Hang the DJ – 3:16
11. Rave Teacher (Somebody Like Me) (with Xillions) – 3:17
12. Анастасия – 6:57
13. Devil's Symphony – 3:05
14. These Days – 4:03
15. Wand'rin' Star – 3:59

Durata totale: 52:17

### CD 2:I Want You to Stream!
1. Intro – 1:24
2. One (Always Hardcore) – 4:15
3. The Logical Song – 4:49
4. Bora! Bora! Bora! – 3:50
5. My Gabber (with Jebroer) – 3:47
6. God Save the Rave (with Harris & Ford) – 4:49
7. Fire – 4:36
8. How Much Is the Fish? – 3:52
9. The Age of Love (Live Version) – 2:30
10. Fuck the Millennium / Call Me Mañana – 5:39
11. J'adore Hardcore / Jumping All Over the World – 7:59
12. Maria (I Like It Loud) – 5:01
13. Which Light Switch Is Which? – 4:29
14. Endless Summer / Hyper Hyper / Move Your Ass! / Move Your Ass (Noisecontrollers Remix) – 7:41

Durata totale: 64:41